# Stefanie Alexandra Prenn
Stefanie Alexandra Prenn (* 15. Juni 1984 in Linz) ist eine österreichische Cellistin.

## Leben und Wirken
Stefanie Alexandra Prenn wuchs in Wien und Linz auf. Sie erhielt Unterricht bei Georg Baich am Konservatorium der Stadt Wien. Danach studierte sie bei Tobias Kühne an der Universität für Musik und darstellende Kunst Wien. Von 2003 bis 2007 folgten Studien am Conservatorium van Amsterdam bei Maarten Mostert und Dmitri Ferschtmann. 2007 gab sie ihr öffentliches Diplomkonzert und schloss mit dem Baccelaureat ab. Danach studierte sie weiter an der Universität für Musik und darstellende Kunst in Wien bei Reinhard Latzko.
Meisterkurse absolvierte Prenn unter anderem bei Sándor Végh, Siegfried Palm, Natalia Gutman, André Emilianoff, Valter Despalj, Ivan Moneghetti, Heidi Litschauer, Paul Gulda. Mehrfach errang sie Preise bei nationalen und internationalen Cellowettbewerben wie beim Mravinskij Wettbewerb in St. Petersburg, Russland und beim internationalen Rundfunkwettbewerb Concertino Praga. Konzerte gab sie in Spielstätten wie dem Wiener Konzerthaus, Konzerthaus Berlin, der Philharmonie St. Petersburg und dem Rudolfinum Prag. Konzertreisen führten sie 2007 mit dem Gustav Mahler Jugendorchester nach Tschechien, Japan, Finnland und in die USA. In Zusammenarbeit mit dem Komponisten Georg Nussbaumer spielte Prenn mehrere Uraufführungen (u. a. „parsivalsurvivaltrail“, „desert:perforation“, „Quänger’scher Quartett Querschnitt“, „schlachten:szenen“) als Solistin und mit dem Ensemble „Symphoid“. Sie war Stipendiatin der Carl Michael Ziehrer Stiftung und der Emanuel und Sofie Fohn-Stipendienstiftung.